# Michael Owen
Michael James Owen (Chester, 14 dicembre 1979) è un ex calciatore inglese, di ruolo attaccante, vincitore del Pallone d'oro nel 2001.
Considerato uno dei migliori centravanti inglesi della storia del calcio nonché uno dei migliori della propria generazione, occupa la 44ª posizione nella speciale classifica dei migliori calciatori del XX secolo pubblicata dalla rivista World Soccer mentre nel marzo del 2004, Pelé lo ha anche inserito nella FIFA 100, la lista dei 125 migliori calciatori viventi, redatta in occasione del Centenario della FIFA. È stato inoltre vincitore del Pallone d'oro nel 2001.
A livello individuale è stato premiato nel 1998 come miglior giovane del campionato inglese ed è stato votato dall'emittente BBC come personalità sportiva dell'anno. Ha inoltre vinto per due volte consecutive (1997-1998 e 1998-1999) il titolo di capocannoniere della Premier League.
Con la maglia della sua nazionale vanta 89 presenze e 40 reti.

## Biografia
Nato il 14 dicembre 1979 nella città di Chester (Cheshire), Michael Owen è uno dei quattro figli di Janette e Terry Owen; quest'ultimo è stato un calciatore professionista tra gli anni sessanta e ottanta e passò al figlio la passione per il calcio.

## Caratteristiche tecniche
Calciatore molto abile e dotato di grandi doti atletiche, tra i suoi punti di forza spiccavano la precisione, la potenza, la velocità e grande visione di gioco, oltre che un ottimo fiuto del gol.
Per tutto il corso della sua carriera ha sofferto di numerosi infortuni, che ne hanno condizionato il rendimento nei club e con la nazionale inglese.

## Carriera

### Club

#### Liverpool

Owen in azione con la maglia del Liverpool nel corso della vittoriosa Coppa UEFA 2000-2001

Esordì in Premier League nel 1997 con la maglia del Liverpool, segnando subito nella partita d'esordio contro il Wimbledon. Con i Reds ha conquistato una Coppa UEFA (2000-2001), una Supercoppa Europea (2001), in una partita vinta 3-2 contro il Bayern Monaco in cui mette a segno l'assist per John Arne Riise al 23', e al primo della ripresa realizza il gol del 3-0, una Coppa d'Inghilterra vinta 2-1 contro i Gunners grazie a una sua doppietta, (2001) e una Coppa di Lega inglese (2003).
Durante gli anni a Liverpool, a livello individuale ha vinto il Pallone d'oro — primo e fin qui unico calciatore degli Scousers a ricevere tale riconoscimento —, assegnatogli dalla rivista francese France Football nel 2001. Sempre nella stagione 2000-2001 fu votato come calciatore dell'anno dalla rivista britannica World Soccer e venne incluso nell'ESM Team of the Year. Nella stagione 1997-1998 fu premiato quale miglior esordiente nel campionato inglese e, sempre nel 1998, fu votato come personalità sportiva dell'anno secondo sondaggio della BBC, inoltre vinse il premio come miglior giovane dell'anno della Professional Footballers' Association (PFA) sempre nel 1998. Nell'estate del 1998 ricevette anche il premio come miglior giovane del mondiale, grazie alle prestazioni offerte in quell'edizione.

#### Real Madrid e Newcastle Utd
Con la squadra inglese ha giocato otto stagioni prima di essere ceduto, nel 2004, al Real Madrid per 17 milioni di sterline (circa 25 milioni di euro), squadra nella quale non ha avuto l'opportunità di mettersi in luce, tanto che nell'autunno del 2005 è tornato in Inghilterra, ingaggiato dal Newcastle Utd.

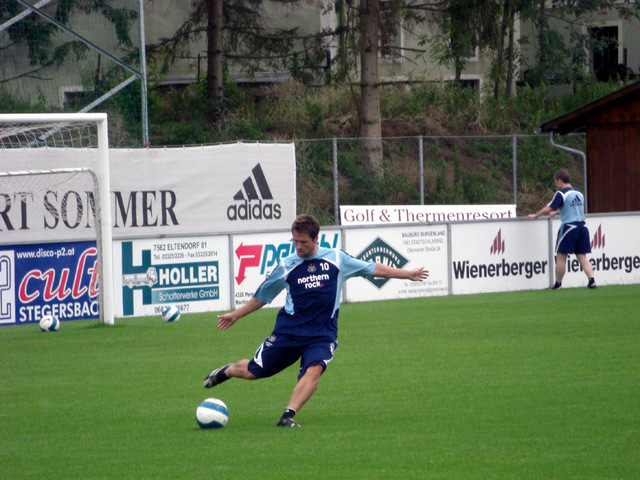
Owen in allenamento per il Newcastle Utd nel 2007

A causa di un grave infortunio occorsogli in una partita contro la Svezia nel primo turno del campionato del mondo del 2006 in Germania, infortunio fra l'altro procuratosi da solo, Owen è rimasto a lungo inattivo. Il suo rientro, inizialmente previsto per l'inizio del 2007, slittò ulteriormente. Owen ha fatto il suo rientro con la maglia dei Magpies dopo dieci mesi dal suo infortunio e ha giocato la sua prima partita con il nuovo legamento crociato, donato da un atleta scomparso prematuramente, contro il Reading, mettendo a segno una rete tuttavia annullata per fuorigioco.
Il 2009 non comincia bene per Owen, che il 23 gennaio, durante la 23ª giornata di campionato contro il Manchester City, deve uscire al 19': il referto parla di frattura alla caviglia, con conseguente stop previsto di due mesi. Nel giugno del 2009 rescinde il contratto con il club novocastriano e rimane svincolato.

#### Manchester Utd, Stoke City
Il 3 luglio 2009 il giocatore si è aggregato al Manchester Utd. Inizialmente l'acquisto non è stato molto gradito dai tifosi dei Red Devils, che hanno bombardato il sito della squadra per un giorno con messaggi non propriamente di benvenuto per un giocatore che non ha mai nascosto le proprie simpatie per l'odiato Liverpool. Tutto il contrario per Sir Alex Ferguson, convinto di aver trovato il giocatore giusto da affiancare a Wayne Rooney.

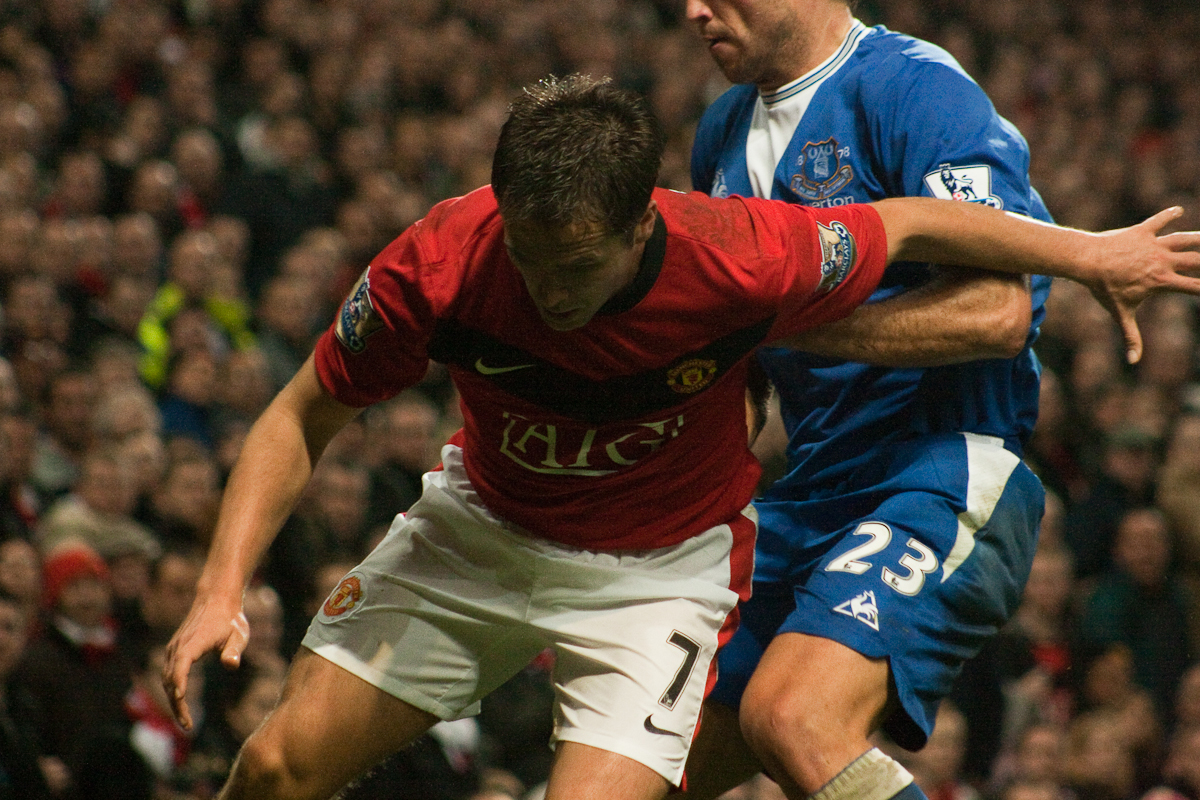
Owen in azione per il Manchester Utd nel 2009

Gli è stata assegnata l'iconica maglia mancuniana numero sette, lasciata libera da Cristiano Ronaldo dopo il trasferimento dell'asso portoghese al Real Madrid. Il suo debutto per i Red Devils risale a un'amichevole di precampionato contro i Malaysian XI, dove ha lasciato subito il segno segnando un gol; a questa buona prestazione sono seguite 3 reti in altre amichevoli. Ha debuttato in League Cup il 16 agosto entrando come sostituto contro il Birmingham City. Ha segnato il suo primo centro in Premier League con la divisa della sua nuova squadra il 22 agosto contro il Wigan Athletic, siglando il 4º gol della loro goleada per 5-0. Tre settimane dopo si rende ancora protagonista segnando il gol vittoria al 96' nel derby contro il Manchester City.
Owen ha in seguito dichiarato che reputa il gol segnato al City una delle sue marcature più importanti. Il 3 novembre ha segnato il suo primo centro in Champions League con la maglia dei Red Devils, nel pareggio per 3-3 contro il CSKA Mosca.
L'8 dicembre è grande protagonista della partita Wolfsburg - Manchester Utd terminata 1 a 3 grazie a una sua tripletta, la prima dal 2005.

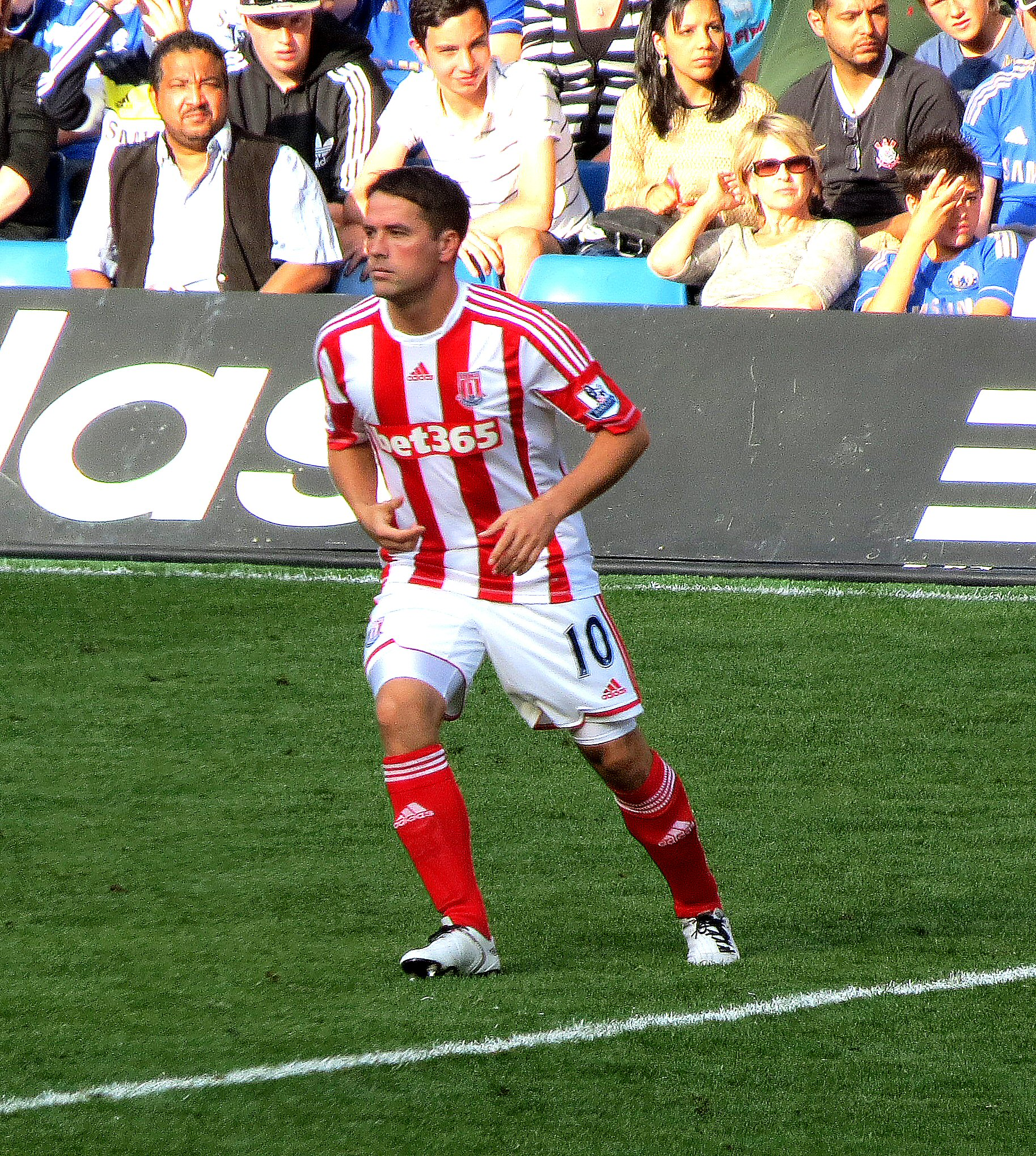
Owen allo Stoke City nel 2012

Il 28 febbraio 2010, dopo aver segnato il gol del pareggio nella finale di Carling Cup fra Manchester Utd e Aston Villa (poi vinta dai Red Devils 2-1), poco prima dell'intervallo si infortuna al bicipite femorale della gamba e viene sostituito da Wayne Rooney. Il 5 marzo viene confermato che l'ecografia ha rivelato uno strappo che renderà necessaria un'operazione. Owen salterà quindi tutto il resto della stagione, vanificando così ogni residua speranza di partecipare ai Mondiali 2010.
Il 17 maggio 2012 annuncia che non rinnoverà il suo contratto in scadenza con la società mancuniana: nel giugno dello stesso 2012, quindi, rimane svincolato. In totale con la maglia dei Red Devils ha giocato 50 partite mettendo a segno 17 gol (5 in Premier League, 4 in Champions League, 1 in FA Cup e 7 in Carling Cup) e arricchendo il suo palmarès con una vittoria in campionato, una in Carling Cup e due nel Community Shield.
Il 5 settembre 2012 firma per lo Stoke City. Il 19 marzo 2013 ha annunciato il suo ritiro dal calcio giocato.

### Nazionale
Owen ha giocato a buoni livelli per la nazionale Under-20 inglese ai Mondiali FIFA Under-20 del 1997, siglando 3 gol in 4 partite. Ha disputato anche una breve parentesi con la nazionale Under-21 inglese giocando una sola partita, una vittoria contro i pari età della Grecia al Carrow Road. L'esordio con la nazionale maggiore inglese maggiore avvenne l'11 febbraio 1998 contro il Cile. È stato il più giovane giocatore della storia del calcio inglese a vestire la maglia della nazionale.
Il suo entusiasmo, la sua grinta e il suo grande talento lo hanno reso uno dei calciatori più famosi e amati del Regno Unito. Fu convocato per i campionati del mondo del 1998 in Francia. Il primo gol con la maglia della nazionale maggiore, contro il Marocco in un'amichevole giocata poco prima della rassegna mondiale, contribuì ad aumentare le rosee aspettative riposte in lui dagli sportivi del Regno Unito. La rete segnata lo ha anche reso il più giovane marcatore della storia della nazionale inglese, record poi battuto nel 2003 da Wayne Rooney. Nella rassegna internazionale Owen si mise in luce realizzando un gol contro l'Argentina il 30 giugno 1998, che però non bastò agli inglesi in quanto vennero eliminati ai rigori (nonostante Owen avesse realizzato il proprio tiro dagli 11 metri).
La partecipazione dei Leoni a Euro 2000 non fu felice né per l'intera squadra né per lo stesso Michael, in parte per la non particolare sintonia con l'allenatore Kevin Keegan. Sostituito nella partita persa contro il Portogallo persa per 2-3, dopo la clamorosa rimonta dei lusitani che fino al 18' di gara stavano perdendo per 2-0, Owen partecipò alla vittoria nella partita contro la Germania (1-0), ma anche questa volta fu sostituito dopo circa un'ora di gioco. Riuscì a segnare nella partita contro la Romania, ma ciò non bastò per evitare la sconfitta per 3-2 e la conseguente eliminazione dell'Inghilterra.
Nel corso della sua carriera in nazionale, partecipò ai campionati del mondo del 1998 in Francia, a quelli del 2002 in Giappone e Corea del Sud e a quelli del 2006 in Germania. Owen ha giocato 89 incontri con la sua nazionale, realizzando 40 gol: è sesto nella lista dei capocannonieri dell'Inghilterra, dietro a Harry Kane (61), Wayne Rooney (50 reti), Bobby Charlton (49 reti), Gary Lineker (48) e Jimmy Greaves (44). Ha inoltre segnato 26 volte con i Leoni in partite competitive (Mondiali ed Europei e le rispettive partite di qualificazione) e ha capitanato gli inglesi in 7 incontri.

## Statistiche
Tra club, nazionale maggiore e nazionali giovanili, Michael Owen ha totalizzato globalmente 609 partite segnando 306 reti, alla media di 0,50 gol a partita.

### Presenze e reti nei club
| Stagione              | Squadra               | Campionato            | Campionato | Campionato | Coppe nazionali | Coppe nazionali | Coppe nazionali | Coppe continentali | Coppe continentali | Coppe continentali | Altre coppe | Altre coppe | Altre coppe | Totale | Totale |
| Stagione              | Squadra               | Comp                  | Pres       | Reti       | Comp            | Pres            | Reti            | Comp               | Pres               | Reti               | Comp        | Pres        | Reti        | Pres   | Reti   |
| --------------------- | --------------------- | --------------------- | ---------- | ---------- | --------------- | --------------- | --------------- | ------------------ | ------------------ | ------------------ | ----------- | ----------- | ----------- | ------ | ------ |
| 1996-1997             | Liverpool             | PL                    | 2          | 1          | FACup+CdL       | 0               | 0               | -                  | -                  | -                  | -           | -           | -           | 2      | 1      |
| 1997-1998             | Liverpool             | PL                    | 36         | 18         | FACup+CdL       | 0+4             | 4               | CU                 | 4                  | 1                  | -           | -           | -           | 44     | 23     |
| 1998-1999             | Liverpool             | PL                    | 30         | 18         | FACup+CdL       | 2+2             | 2+1             | CU                 | 6                  | 2                  | -           | -           | -           | 40     | 23     |
| 1999-2000             | Liverpool             | PL                    | 27         | 11         | FACup+CdL       | 1+2             | 0+1             | -                  | -                  | -                  | -           | -           | -           | 30     | 12     |
| 2000-2001             | Liverpool             | PL                    | 28         | 16         | FACup+CdL       | 5+2             | 3+1             | CU                 | 11                 | 4                  | -           | -           | -           | 46     | 24     |
| 2001-2002             | Liverpool             | PL                    | 29         | 19         | FACup+CdL       | 2+0             | 2               | UCL                | 10                 | 5                  | SU+CS       | 1+1         | 1+1         | 43     | 28     |
| 2002-2003             | Liverpool             | PL                    | 35         | 19         | FACup+CdL       | 2+4             | 0+2             | UCL+CU             | 12                 | 7                  | CS          | 1           | 0           | 54     | 28     |
| 2003-2004             | Liverpool             | PL                    | 29         | 16         | FACup+CdL       | 3+0             | 1               | CU                 | 6                  | 2                  | -           | -           | -           | 38     | 19     |
| Totale Liverpool      | Totale Liverpool      | Totale Liverpool      | 216        | 118        |                 | 29              | 17              |                    | 49                 | 21                 |             | 3           | 2           | 274    | 158    |
| 2004-2005             | Real Madrid           | PD                    | 36         | 13         | CR              | 4               | 2               | UCL                | 5                  | 1                  | -           | -           | -           | 45     | 16     |
| 2005-2006             | Newcastle Utd         | PL                    | 12         | 7          | FACup+CdL       | 0               | 0               | -                  | -                  | -                  | -           | -           | -           | 12     | 7      |
| 2006-2007             | Newcastle Utd         | PL                    | 3          | 0          | FACup+CdL       | 0               | 0               | -                  | -                  | -                  | -           | -           | -           | 3      | 0      |
| 2007-2008             | Newcastle Utd         | PL                    | 29         | 11         | FACup+CdL       | 3+1             | 1+1             | -                  | -                  | -                  | -           | -           | -           | 33     | 13     |
| 2008-2009             | Newcastle Utd         | PL                    | 28         | 8          | FACup+CdL       | 2+2             | 0+2             | -                  | -                  | -                  | -           | -           | -           | 32     | 10     |
| Totale Newcastle Utd  | Totale Newcastle Utd  | Totale Newcastle Utd  | 72         | 26         |                 | 8               | 4               |                    | -                  | -                  |             | -           | -           | 80     | 30     |
| 2009-2010             | Manchester Utd        | PL                    | 19         | 3          | FACup+CdL       | 1+4             | 0+2             | UCL                | 6                  | 4                  | CS          | 1           | 0           | 31     | 9      |
| 2010-2011             | Manchester Utd        | PL                    | 11         | 2          | FACup+CdL       | 2+1             | 1+2             | UCL                | 2                  | 0                  | CS          | 1           | 0           | 16     | 5      |
| 2011-2012             | Manchester Utd        | PL                    | 1          | 0          | FACup+CdL       | 0+2             | 3               | UCL                | 1                  | 0                  | CS          | 0           | 0           | 4      | 3      |
| Totale Manchester Utd | Totale Manchester Utd | Totale Manchester Utd | 31         | 5          |                 | 10              | 8               |                    | 9                  | 4                  |             | 2           | 0           | 51     | 17     |
| 2012-2013             | Stoke City            | PL                    | 8          | 1          | FACup+CdL       | 1+0             | 0               | -                  | -                  | -                  | -           | -           | -           | 9      | 1      |
| Totale carriera       | Totale carriera       | Totale carriera       | 362        | 163        |                 | 52              | 31              |                    | 63                 | 26                 |             | 5           | 2           | 482    | 222    |

### Cronologia presenze e reti in nazionale
| Cronologia completa delle presenze e delle reti in nazionale ― Inghilterra | Cronologia completa delle presenze e delle reti in nazionale ― Inghilterra | Cronologia completa delle presenze e delle reti in nazionale ― Inghilterra | Cronologia completa delle presenze e delle reti in nazionale ― Inghilterra | Cronologia completa delle presenze e delle reti in nazionale ― Inghilterra | Cronologia completa delle presenze e delle reti in nazionale ― Inghilterra | Cronologia completa delle presenze e delle reti in nazionale ― Inghilterra | Cronologia completa delle presenze e delle reti in nazionale ― Inghilterra |
| Data                                                                       | Città                                                                      | In casa                                                                    | Risultato                                                                  | Ospiti                                                                     | Competizione                                                               | Reti                                                                       | Note                                                                       |
| -------------------------------------------------------------------------- | -------------------------------------------------------------------------- | -------------------------------------------------------------------------- | -------------------------------------------------------------------------- | -------------------------------------------------------------------------- | -------------------------------------------------------------------------- | -------------------------------------------------------------------------- | -------------------------------------------------------------------------- |
| 11-2-1998                                                                  | Londra                                                                     | Inghilterra                                                                | 0 – 2                                                                      | Cile                                                                       | Amichevole                                                                 | -                                                                          |                                                                            |
| 25-3-1998                                                                  | Berna                                                                      | Svizzera                                                                   | 1 – 1                                                                      | Inghilterra                                                                | Amichevole                                                                 | -                                                                          |                                                                            |
| 22-4-1998                                                                  | Londra                                                                     | Inghilterra                                                                | 3 – 0                                                                      | Portogallo                                                                 | Amichevole                                                                 | -                                                                          |                                                                            |
| 27-5-1998                                                                  | Casablanca                                                                 | Marocco                                                                    | 0 – 1                                                                      | Inghilterra                                                                | Amichevole                                                                 | 1                                                                          |                                                                            |
| 29-5-1998                                                                  | Casablanca                                                                 | Belgio                                                                     | 0 – 0                                                                      | Inghilterra                                                                | Amichevole                                                                 | -                                                                          |                                                                            |
| 15-6-1998                                                                  | Tolosa                                                                     | Inghilterra                                                                | 2 – 0                                                                      | Tunisia                                                                    | Mondiali 1998 - 1º turno                                                   | -                                                                          |                                                                            |
| 22-6-1998                                                                  | Tolosa                                                                     | Inghilterra                                                                | 1 – 2                                                                      | Romania                                                                    | Mondiali 1998 - 1º turno                                                   | 1                                                                          |                                                                            |
| 26-6-1998                                                                  | Lens                                                                       | Colombia                                                                   | 0 – 2                                                                      | Inghilterra                                                                | Mondiali 1998 - 1º turno                                                   | -                                                                          |                                                                            |
| 30-6-1998                                                                  | Saint-Étienne                                                              | Inghilterra                                                                | 2 – 2 dts (3 – 4 dtr)                                                      | Argentina                                                                  | Mondiali 1998 - Ottavi di finale                                           | 1                                                                          |                                                                            |
| 5-9-1998                                                                   | Solna                                                                      | Svezia                                                                     | 2 – 1                                                                      | Inghilterra                                                                | Qual. Euro 2000                                                            | -                                                                          |                                                                            |
| 10-10-1998                                                                 | Londra                                                                     | Inghilterra                                                                | 0 – 0                                                                      | Bulgaria                                                                   | Qual. Euro 2000                                                            | -                                                                          |                                                                            |
| 14-10-1998                                                                 | Lussemburgo                                                                | Lussemburgo                                                                | 0 – 3                                                                      | Inghilterra                                                                | Qual. Euro 2000                                                            | 1                                                                          |                                                                            |
| 10-2-1999                                                                  | Londra                                                                     | Inghilterra                                                                | 0 – 2                                                                      | Francia                                                                    | Amichevole                                                                 | -                                                                          |                                                                            |
| 4-9-1999                                                                   | Londra                                                                     | Inghilterra                                                                | 6 – 0                                                                      | Lussemburgo                                                                | Qual. Euro 2000                                                            | 1                                                                          |                                                                            |
| 8-9-1999                                                                   | Varsavia                                                                   | Polonia                                                                    | 0 – 0                                                                      | Inghilterra                                                                | Qual. Euro 2000                                                            | -                                                                          |                                                                            |
| 10-10-1999                                                                 | Sunderland                                                                 | Inghilterra                                                                | 2 – 1                                                                      | Belgio                                                                     | Amichevole                                                                 | -                                                                          |                                                                            |
| 13-11-1999                                                                 | Glasgow                                                                    | Scozia                                                                     | 0 – 2                                                                      | Inghilterra                                                                | Qual. Euro 2000                                                            | -                                                                          |                                                                            |
| 17-11-1999                                                                 | Londra                                                                     | Inghilterra                                                                | 0 – 1                                                                      | Scozia                                                                     | Qual. Euro 2000                                                            | -                                                                          |                                                                            |
| 27-5-2000                                                                  | Londra                                                                     | Inghilterra                                                                | 1 – 1                                                                      | Brasile                                                                    | Amichevole                                                                 | 1                                                                          |                                                                            |
| 12-6-2000                                                                  | Eindhoven                                                                  | Portogallo                                                                 | 3 – 2                                                                      | Inghilterra                                                                | Euro 2000 - 1º turno                                                       | -                                                                          |                                                                            |
| 17-6-2000                                                                  | Charleroi                                                                  | Germania                                                                   | 0 – 1                                                                      | Inghilterra                                                                | Euro 2000 - 1º turno                                                       | -                                                                          |                                                                            |
| 20-6-2000                                                                  | Charleroi                                                                  | Inghilterra                                                                | 2 – 3                                                                      | Romania                                                                    | Euro 2000 - 1º turno                                                       | 1                                                                          |                                                                            |
| 2-9-2000                                                                   | Parigi                                                                     | Francia                                                                    | 1 – 1                                                                      | Inghilterra                                                                | Amichevole                                                                 | 1                                                                          |                                                                            |
| 7-10-2000                                                                  | Londra                                                                     | Inghilterra                                                                | 0 – 1                                                                      | Germania                                                                   | Qual. Mondiali 2002                                                        | -                                                                          |                                                                            |
| 28-2-2001                                                                  | Birmingham                                                                 | Inghilterra                                                                | 3 – 0                                                                      | Spagna                                                                     | Amichevole                                                                 | -                                                                          |                                                                            |
| 24-3-2001                                                                  | Liverpool                                                                  | Inghilterra                                                                | 2 – 1                                                                      | Finlandia                                                                  | Qual. Mondiali 2002                                                        | 1                                                                          |                                                                            |
| 28-3-2001                                                                  | Tirana                                                                     | Inghilterra                                                                | 3 – 1                                                                      | Albania                                                                    | Qual. Mondiali 2002                                                        | 1                                                                          |                                                                            |
| 25-5-2001                                                                  | Derby                                                                      | Inghilterra                                                                | 4 – 0                                                                      | Messico                                                                    | Amichevole                                                                 | -                                                                          |                                                                            |
| 6-6-2001                                                                   | Atene                                                                      | Grecia                                                                     | 0 – 2                                                                      | Inghilterra                                                                | Qual. Mondiali 2002                                                        | -                                                                          |                                                                            |
| 15-8-2001                                                                  | Londra                                                                     | Inghilterra                                                                | 0 – 2                                                                      | Paesi Bassi                                                                | Amichevole                                                                 | -                                                                          |                                                                            |
| 1-9-2001                                                                   | Monaco di Baviera                                                          | Germania                                                                   | 1 – 5                                                                      | Inghilterra                                                                | Qual. Mondiali 2002                                                        | 3                                                                          |                                                                            |
| 5-9-2001                                                                   | Newcastle                                                                  | Inghilterra                                                                | 2 – 0                                                                      | Albania                                                                    | Qual. Mondiali 2002                                                        | 1                                                                          |                                                                            |
| 27-3-2002                                                                  | Leeds                                                                      | Inghilterra                                                                | 1 – 2                                                                      | Italia                                                                     | Amichevole                                                                 | -                                                                          |                                                                            |
| 17-4-2002                                                                  | Liverpool                                                                  | Inghilterra                                                                | 4 – 0                                                                      | Paraguay                                                                   | Amichevole                                                                 | 1                                                                          | Cap.                                                                       |
| 21-5-2002                                                                  | Seogwipo                                                                   | Inghilterra                                                                | 1 – 1                                                                      | Corea del Sud                                                              | Amichevole                                                                 | 1                                                                          | Cap.                                                                       |
| 26-5-2002                                                                  | Kōbe                                                                       | Inghilterra                                                                | 2 – 2                                                                      | Camerun                                                                    | Amichevole                                                                 | -                                                                          | Cap.                                                                       |
| 2-6-2002                                                                   | Saitama                                                                    | Inghilterra                                                                | 1 – 1                                                                      | Svezia                                                                     | Mondiali 2002 - 1º turno                                                   | -                                                                          |                                                                            |
| 7-6-2002                                                                   | Sapporo                                                                    | Argentina                                                                  | 0 – 1                                                                      | Inghilterra                                                                | Mondiali 2002 - 1º turno                                                   | -                                                                          |                                                                            |
| 12-6-2002                                                                  | Osaka                                                                      | Nigeria                                                                    | 0 – 0                                                                      | Inghilterra                                                                | Mondiali 2002 - 1º turno                                                   | -                                                                          |                                                                            |
| 15-6-2002                                                                  | Niigata                                                                    | Inghilterra                                                                | 3 – 0                                                                      | Danimarca                                                                  | Mondiali 2002 - Ottavi di finale                                           | 1                                                                          |                                                                            |
| 21-6-2002                                                                  | Shizuoka                                                                   | Inghilterra                                                                | 1 – 2                                                                      | Brasile                                                                    | Mondiali 2002 - Quarti di finale                                           | 1                                                                          |                                                                            |
| 7-9-2002                                                                   | Birmingham                                                                 | Inghilterra                                                                | 1 – 1                                                                      | Portogallo                                                                 | Amichevole                                                                 | -                                                                          | Cap.                                                                       |
| 12-10-2002                                                                 | Bratislava                                                                 | Slovacchia                                                                 | 1 – 2                                                                      | Inghilterra                                                                | Qual. Euro 2004                                                            | 1                                                                          |                                                                            |
| 16-10-2002                                                                 | Southampton                                                                | Inghilterra                                                                | 2 – 2                                                                      | Macedonia                                                                  | Qual. Euro 2004                                                            | -                                                                          |                                                                            |
| 12-2-2003                                                                  | Londra                                                                     | Inghilterra                                                                | 1 – 3                                                                      | Australia                                                                  | Amichevole                                                                 | -                                                                          |                                                                            |
| 29-3-2003                                                                  | Vaduz                                                                      | Liechtenstein                                                              | 0 – 2                                                                      | Inghilterra                                                                | Qual. Euro 2004                                                            | 1                                                                          |                                                                            |
| 2-4-2003                                                                   | Sunderland                                                                 | Inghilterra                                                                | 2 – 0                                                                      | Turchia                                                                    | Qual. Euro 2004                                                            | -                                                                          |                                                                            |
| 22-5-2003                                                                  | Durban                                                                     | Sudafrica                                                                  | 1 – 2                                                                      | Inghilterra                                                                | Amichevole                                                                 | -                                                                          |                                                                            |
| 3-6-2003                                                                   | Leicester                                                                  | Inghilterra                                                                | 2 – 1                                                                      | Serbia e Montenegro                                                        | Amichevole                                                                 | -                                                                          | Cap.                                                                       |
| 11-6-2003                                                                  | Middlesbrough                                                              | Inghilterra                                                                | 2 – 1                                                                      | Slovacchia                                                                 | Qual. Euro 2004                                                            | 2                                                                          | Cap.                                                                       |
| 20-8-2003                                                                  | Ipswich                                                                    | Inghilterra                                                                | 3 – 1                                                                      | Croazia                                                                    | Amichevole                                                                 | 1                                                                          |                                                                            |
| 6-9-2003                                                                   | Skopje                                                                     | Macedonia                                                                  | 1 – 2                                                                      | Inghilterra                                                                | Qual. Euro 2004                                                            | -                                                                          |                                                                            |
| 10-9-2003                                                                  | Manchester                                                                 | Inghilterra                                                                | 2 – 0                                                                      | Liechtenstein                                                              | Qual. Euro 2004                                                            | 1                                                                          |                                                                            |
| 18-2-2004                                                                  | Faro                                                                       | Portogallo                                                                 | 1 – 1                                                                      | Inghilterra                                                                | Amichevole                                                                 | -                                                                          |                                                                            |
| 1-6-2004                                                                   | Manchester                                                                 | Inghilterra                                                                | 1 – 1                                                                      | Giappone                                                                   | FA Summer Tournament                                                       | 1                                                                          |                                                                            |
| 5-6-2004                                                                   | Manchester                                                                 | Inghilterra                                                                | 6 – 1                                                                      | Islanda                                                                    | Amichevole                                                                 | -                                                                          |                                                                            |
| 13-6-2004                                                                  | Lisbona                                                                    | Francia                                                                    | 2 – 1                                                                      | Inghilterra                                                                | Euro 2004 - 1º turno                                                       | -                                                                          |                                                                            |
| 17-6-2004                                                                  | Coimbra                                                                    | Inghilterra                                                                | 3 – 0                                                                      | Svizzera                                                                   | Euro 2004 - 1º turno                                                       | -                                                                          |                                                                            |
| 21-6-2004                                                                  | Lisbona                                                                    | Croazia                                                                    | 2 – 4                                                                      | Inghilterra                                                                | Euro 2004 - 1º turno                                                       | -                                                                          |                                                                            |
| 24-6-2004                                                                  | Lisbona                                                                    | Portogallo                                                                 | 2 – 2 dts (6 – 5 dtr)                                                      | Inghilterra                                                                | Euro 2004 - Quarti di finale                                               | 1                                                                          |                                                                            |
| 18-8-2004                                                                  | Newcastle                                                                  | Inghilterra                                                                | 3 – 0                                                                      | Ucraina                                                                    | Amichevole                                                                 | 1                                                                          |                                                                            |
| 4-9-2004                                                                   | Vienna                                                                     | Austria                                                                    | 2 – 2                                                                      | Inghilterra                                                                | Qual. Mondiali 2006                                                        | -                                                                          |                                                                            |
| 8-9-2004                                                                   | Chorzów                                                                    | Polonia                                                                    | 1 – 2                                                                      | Inghilterra                                                                | Qual. Mondiali 2006                                                        | -                                                                          |                                                                            |
| 9-10-2004                                                                  | Manchester                                                                 | Inghilterra                                                                | 2 – 0                                                                      | Galles                                                                     | Qual. Mondiali 2006                                                        | -                                                                          |                                                                            |
| 13-10-2004                                                                 | Baku                                                                       | Inghilterra                                                                | 1 – 0                                                                      | Azerbaigian                                                                | Qual. Mondiali 2006                                                        | 1                                                                          | Cap.                                                                       |
| 17-11-2004                                                                 | Madrid                                                                     | Spagna                                                                     | 1 – 0                                                                      | Inghilterra                                                                | Amichevole                                                                 | -                                                                          |                                                                            |
| 9-2-2005                                                                   | Birmingham                                                                 | Inghilterra                                                                | 0 – 0                                                                      | Paesi Bassi                                                                | Amichevole                                                                 | -                                                                          |                                                                            |
| 26-3-2005                                                                  | Manchester                                                                 | Inghilterra                                                                | 4 – 0                                                                      | Irlanda del Nord                                                           | Qual. Mondiali 2006                                                        | 1                                                                          |                                                                            |
| 30-3-2005                                                                  | Newcastle                                                                  | Inghilterra                                                                | 2 – 0                                                                      | Azerbaigian                                                                | Qual. Mondiali 2006                                                        | -                                                                          |                                                                            |
| 31-5-2005                                                                  | East Rutherford                                                            | Inghilterra                                                                | 3 – 2                                                                      | Colombia                                                                   | Amichevole                                                                 | 3                                                                          |                                                                            |
| 17-8-2005                                                                  | Copenaghen                                                                 | Danimarca                                                                  | 4 – 1                                                                      | Inghilterra                                                                | Amichevole                                                                 | -                                                                          |                                                                            |
| 7-9-2005                                                                   | Belfast                                                                    | Irlanda del Nord                                                           | 1 – 0                                                                      | Inghilterra                                                                | Qual. Mondiali 2006                                                        | -                                                                          |                                                                            |
| 8-10-2005                                                                  | Manchester                                                                 | Inghilterra                                                                | 1 – 0                                                                      | Austria                                                                    | Qual. Mondiali 2006                                                        | -                                                                          |                                                                            |
| 12-10-2005                                                                 | Manchester                                                                 | Inghilterra                                                                | 2 – 1                                                                      | Polonia                                                                    | Qual. Mondiali 2006                                                        | 1                                                                          | Cap.                                                                       |
| 12-11-2005                                                                 | Ginevra                                                                    | Inghilterra                                                                | 3 – 2                                                                      | Argentina                                                                  | Amichevole                                                                 | 2                                                                          |                                                                            |
| 30-5-2006                                                                  | Manchester                                                                 | Inghilterra                                                                | 3 – 1                                                                      | Ungheria                                                                   | Amichevole                                                                 | -                                                                          |                                                                            |
| 3-6-2006                                                                   | Manchester                                                                 | Inghilterra                                                                | 6 – 0                                                                      | Giamaica                                                                   | Amichevole                                                                 | 1                                                                          |                                                                            |
| 10-6-2006                                                                  | Francoforte sul Meno                                                       | Inghilterra                                                                | 1 – 0                                                                      | Paraguay                                                                   | Mondiali 2006 - 1º turno                                                   | -                                                                          |                                                                            |
| 15-6-2006                                                                  | Norimberga                                                                 | Inghilterra                                                                | 2 – 0                                                                      | Trinidad e Tobago                                                          | Mondiali 2006 - 1º turno                                                   | -                                                                          |                                                                            |
| 20-6-2006                                                                  | Colonia                                                                    | Inghilterra                                                                | 2 – 2                                                                      | Svezia                                                                     | Mondiali 2006 - 1º turno                                                   | -                                                                          |                                                                            |
| 1-6-2007                                                                   | Londra                                                                     | Inghilterra                                                                | 1 – 1                                                                      | Brasile                                                                    | Amichevole                                                                 | -                                                                          |                                                                            |
| 6-6-2007                                                                   | Tallinn                                                                    | Estonia                                                                    | 0 – 3                                                                      | Inghilterra                                                                | Qual. Euro 2008                                                            | 1                                                                          |                                                                            |
| 22-8-2007                                                                  | Londra                                                                     | Inghilterra                                                                | 1 – 2                                                                      | Germania                                                                   | Amichevole                                                                 | -                                                                          |                                                                            |
| 8-9-2007                                                                   | Londra                                                                     | Inghilterra                                                                | 3 – 0                                                                      | Israele                                                                    | Qual. Euro 2008                                                            | 1                                                                          |                                                                            |
| 12-9-2007                                                                  | Londra                                                                     | Inghilterra                                                                | 3 – 0                                                                      | Russia                                                                     | Qual. Euro 2008                                                            | 2                                                                          |                                                                            |
| 13-10-2007                                                                 | Londra                                                                     | Inghilterra                                                                | 3 – 0                                                                      | Estonia                                                                    | Qual. Euro 2008                                                            | -                                                                          |                                                                            |
| 17-10-2007                                                                 | Mosca                                                                      | Russia                                                                     | 2 – 1                                                                      | Inghilterra                                                                | Qual. Euro 2008                                                            | -                                                                          |                                                                            |
| 16-11-2007                                                                 | Vienna                                                                     | Austria                                                                    | 0 – 1                                                                      | Inghilterra                                                                | Amichevole                                                                 | -                                                                          |                                                                            |
| 26-3-2008                                                                  | Saint-Denis                                                                | Francia                                                                    | 1 – 0                                                                      | Inghilterra                                                                | Amichevole                                                                 | -                                                                          |                                                                            |
| Totale                                                                     |                                                                            | Presenze                                                                   | 89                                                                         |                                                                            | Reti (6º posto)                                                            | 40                                                                         |                                                                            |

## Palmarès

### Club

#### Competizioni giovanili
- FA Youth Cup: 1

Liverpool: 1995-1996

#### Competizioni nazionali
- Coppa d'Inghilterra: 1

Liverpool: 2000-2001
- Coppa di Lega inglese: 3

Liverpool: 2000-2001, 2002-2003
Manchester Utd: 2009-2010
- Community Shield: 3

Liverpool: 2001
Manchester Utd: 2010, 2011
- Campionato inglese: 1

Manchester Utd: 2010-2011

#### Competizioni internazionali
- Coppa UEFA: 1

Liverpool: 2000-2001
- Supercoppa UEFA: 1

Liverpool: 2001
- Coppa Intertoto UEFA: 1

Newcastle Utd: 2006

### Individuale
- Capocannoniere della Premier League: 2

1997-1998 (18 gol), 1998-1999 (18 gol)
- Pallone d'oro: 1

2001
- Inserito nella FIFA 100 (2004)